# Oligodon affinis
Oligodon affinis är en ormart som beskrevs av den tyske herpetologen och ichtyologen Albert Günther 1862. Oligodon affinis ingår i släktet Oligodon, och familjen snokar. IUCN kategoriserar arten globalt som otillräckligt studerad. Inga underarter finns listade.

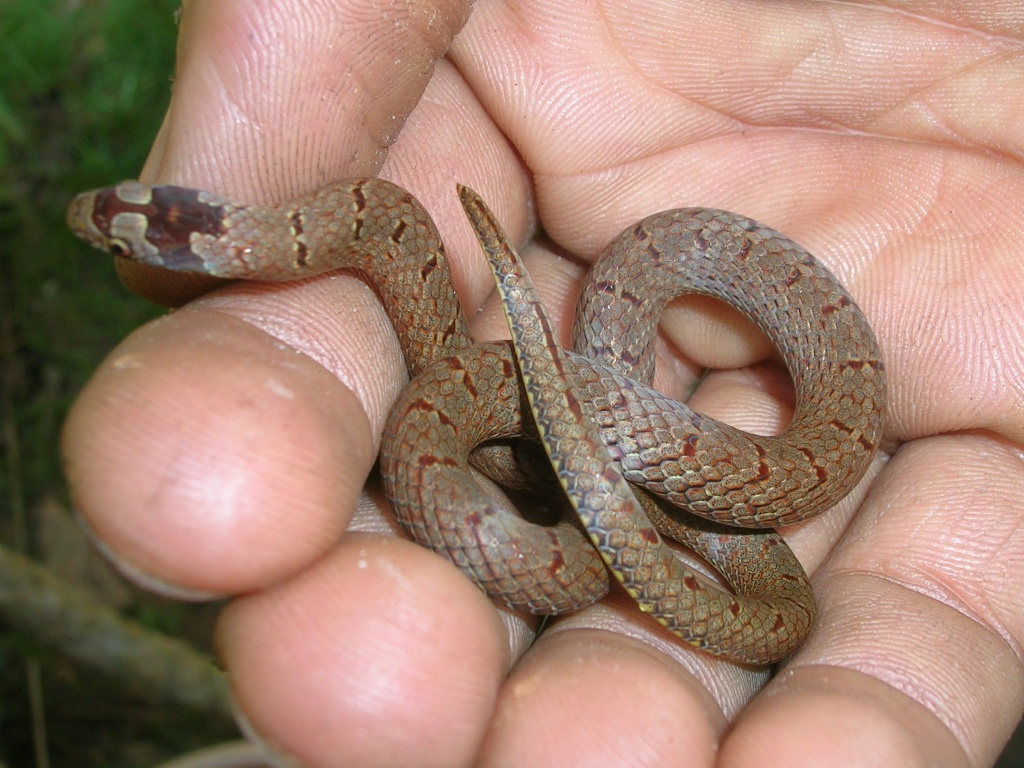
Ungt exemplar.

## Utbredning
Arten är endemisk i Indien och finns i sydligaste områdena vid Goa.  Den har hittats på höjder av 150 till 1100 m över havet.

## Habitat
Oligodon affinis finns i fuktiga tropiska skogsområden. Den har också hittats vid teakplantager. 